# Боскетто, Джузеппе
Джузеппе Боскетто (итал. Giuseppe Boschetto; апрель 1841, Неаполь — 1918, там же) — итальянский художник, в основном работавший в Неаполе, создатель многочисленных картин на античный сюжет.

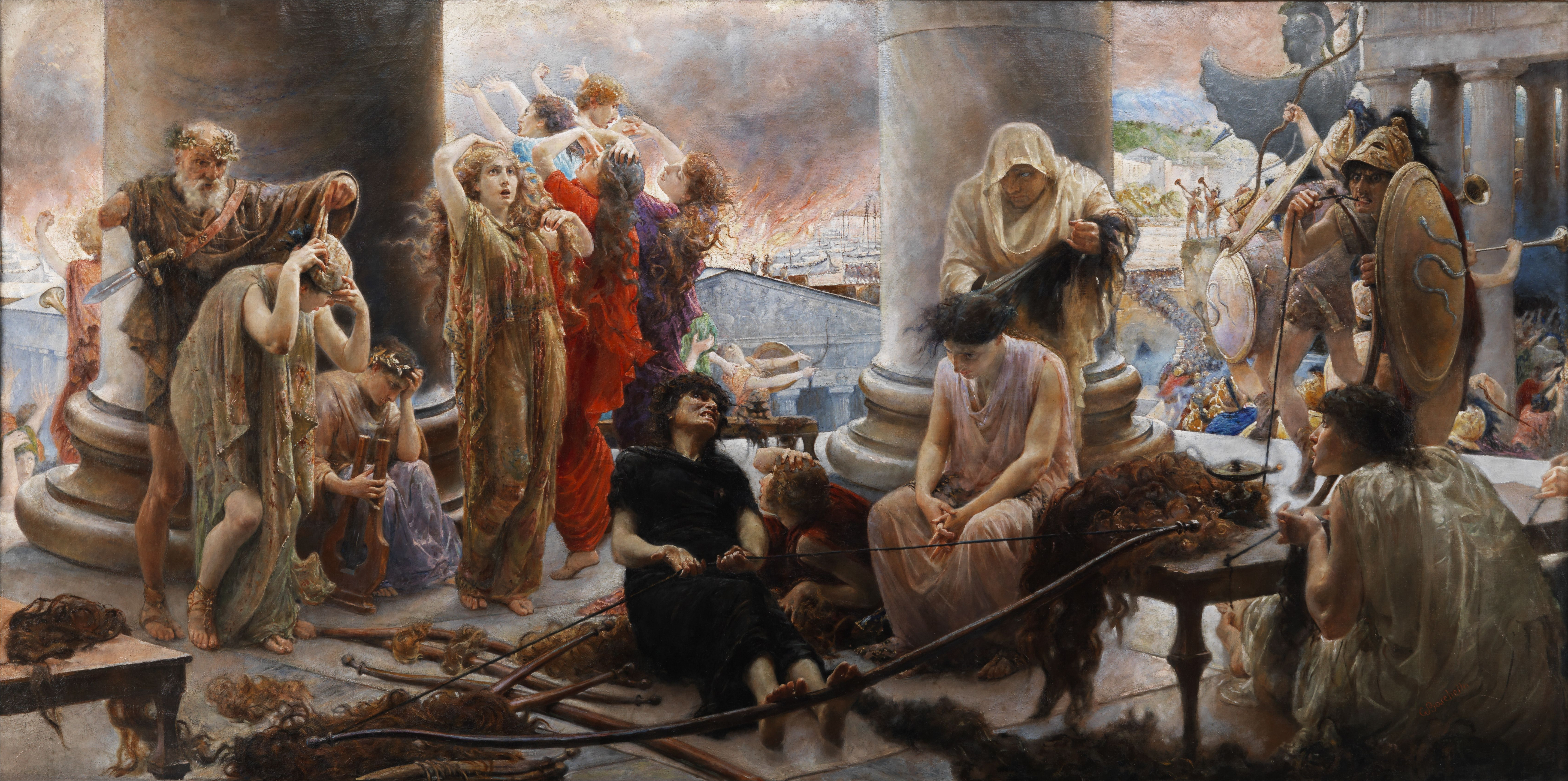
Pro Patria Omnia (римские женщины жертвуют своими волосами, чтобы создать тетиву для луков своих мужей)

Учился в Неаполитанской академии художеств у Густаво Манчинелли и Доменико Морелли. Многие годы был успешным и востребованным живописцем, активно выставлявшим свои картины в Неаполе, Риме и Турине, но в старости разорился, вложив свои сбережения в неудачное коммерческое предприятие. Пытался устроиться преподавателем в Неаполитанскую академию художеств, которую сам окончил, но получил отказ и умер в бедности.
Наряду с современниками, Камилло Миолой и Франческо Нетти, Джузеппе Боскетто был видным представителем стиля, который позднее получил название неопомпейского. В изображение античных сцен художники-неопомпейцы внесли тщательное внимание к деталям, почерпнутое из изучения результатов раскопок расположенных поблизости от Неаполя Геркуланума и Помпей. Таким образом, картины неопомпейцев отражали передовые на тот момент научные представление о внешнем виде и повседневном быте античного города, в то время, как, например, французские живописцы того же времени часто позволяли себе многочисленные вольности в своих картинах на античный сюжет.

## Галерея

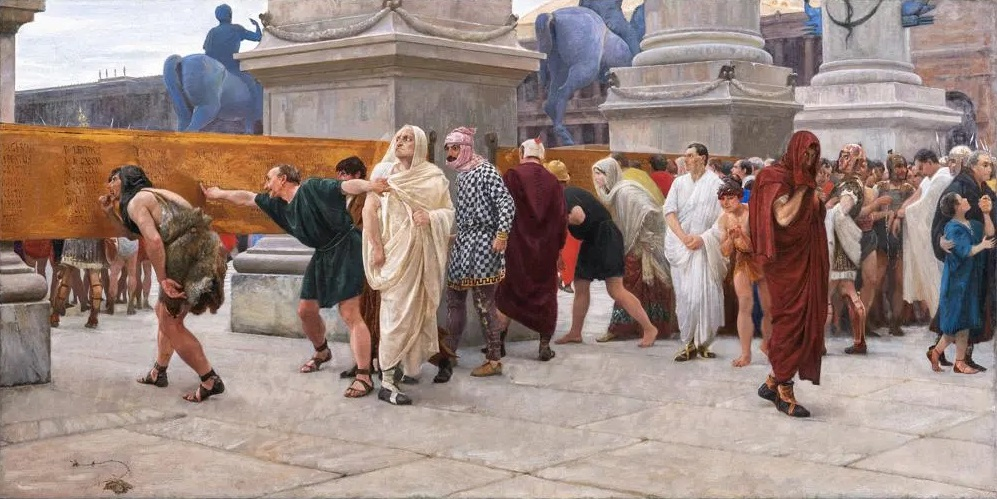
Проскрипции Суллы
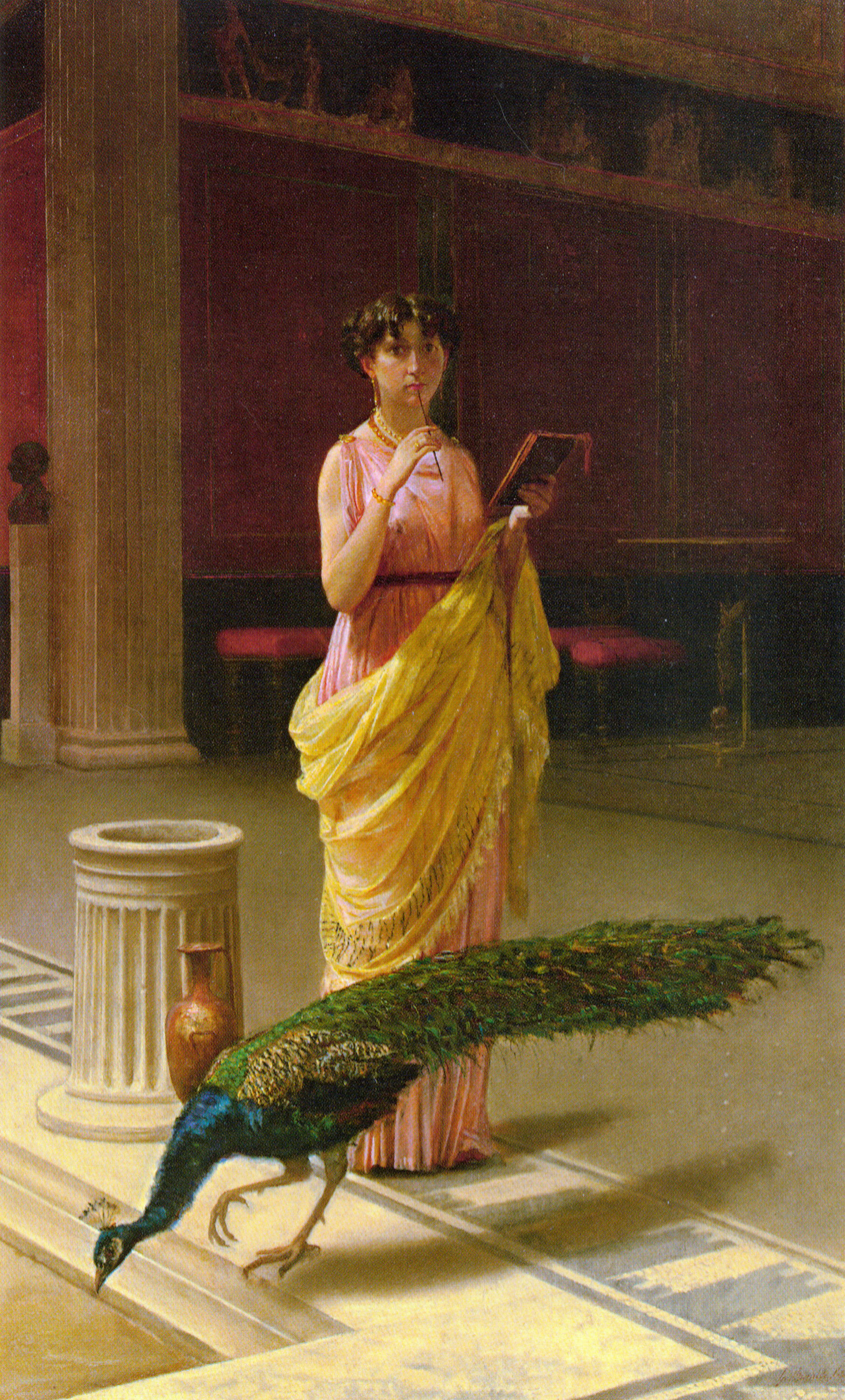
Помпейская девушка
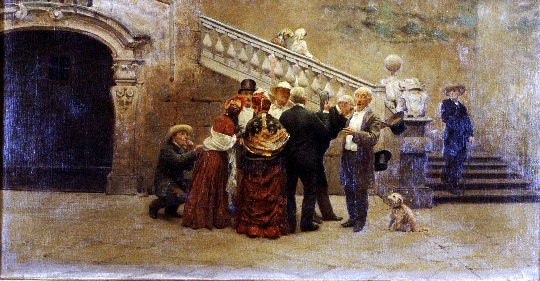
Сплетники
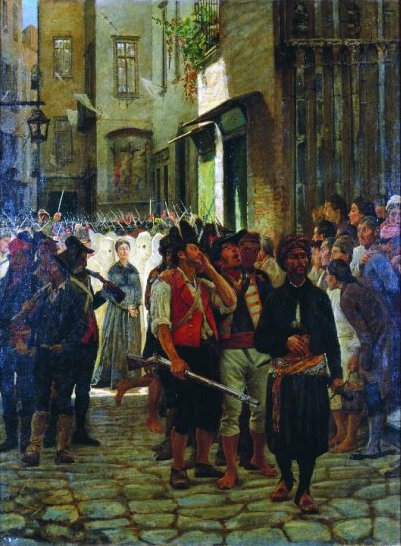
Сочувствующую якобинцам аристократку Луизу Санфеличе (или, по другим данным, Элеонору Фонсеку Пименталь) ведут на казнь.